# Exochus dorsalis
Exochus dorsalis är en stekelart som beskrevs av Cresson 1864. Exochus dorsalis ingår i släktet Exochus och familjen brokparasitsteklar. Inga underarter finns listade i Catalogue of Life.